# Marv Wolfman

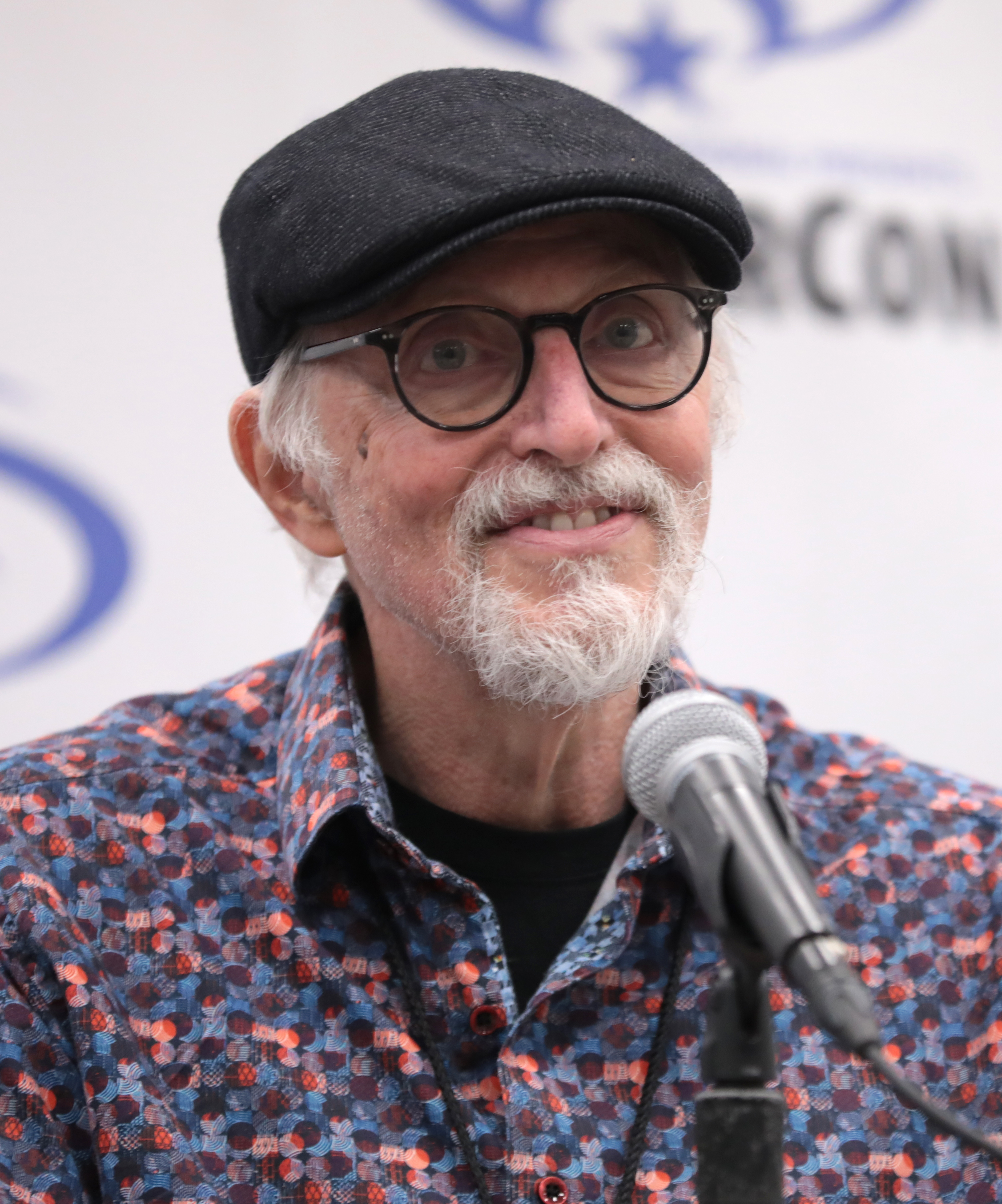
Marv Wolfman auf der WonderCon, 2023

Marvin ‚Marv‘ A. Wolfman (* 13. Mai 1946 in Brooklyn, New York City) ist ein US-amerikanischer Comicautor und Schriftsteller. Wolfman wurde vor allem als Schöpfer der Comicfigur Blade, aber auch als Autor von Serien wie Teen Titans und Crisis on Infinite Earths bekannt.

## Leben und Wirken
Wolfman begann 1968 als hauptberuflicher Comicautor zu arbeiten. Nachdem er Geschichten für verschiedene humoristische Serien bei verschiedenen Verlagen getextet hatte, ging Wolfman 1974 gemeinsam mit seinem Freund Len Wein eine feste Bindung mit dem Marktriesen Marvel Comics ein. Dort übernahm er neben seinen Autorenjobs auch Aufgaben als Editor, ab 1975 auch als Editor-in-Chief.
Als Autor schrieb Wolfman unter anderem Geschichten für die Serien Amazing Spider-Man, Fantastic Four und Doctor Strange. Seine wichtigste Arbeit bei Marvel sollte allerdings die Horror-Serie Tomb of Dracula werden, für die er hunderte Geschichten verfasste. Gemeinsam mit seinem Freund, dem Zeichner Gene Colan, schuf er für Tomb of Dracula die Figur Blade, die das Thema des Vampirismus auf eine moderne Weise – insbesondere unter Einbeziehungen von Elementen der Biker-Kultur – neuinterpretiert. Knapp 20 Jahre nachdem Wolfman die anfangs nur mäßig erfolgreiche Figur des Vampirjägers und Halbvampirs Blade geschaffen hatte, erlebte die Figur einen sprunghaften Popularitätszuwachs aufgrund ihrer Verarbeitung in einer Reihe von Kinofilmen, in denen der Schauspieler Wesley Snipes die Hauptrolle übernahm.
Nach einem Streit mit Marvels Chefredakteur Jim Shooter kehrte Wolfman 1980 zu DC Comics zurück. Dort übernahm er die neugestartete Serie The New Teen Titans, die binnen kurzer Zeit zur populärsten und kommerziell erfolgreichsten Serie im Programm von DC wurde. Sein erster Partner an The New Teen Titans war der Zeichner George Pérez. Während Pérez die Serie bereits Mitte der 1980er Jahre verließ, blieb Wolfman dem Titel – der unter wechselnden Bezeichnungen wie New Titans oder Teen Titans fortgeführt wurde – weitere zehn Jahre – insgesamt von 1980 bis 1995 knapp fünfzehn Jahre lang – treu. Als Nachfolger von Perez wurden Wolfman dabei Zeichner wie Tom Grummett, Eduardo Barreto oder William Rosado zur Seite gestellt. Die Tuschezeichnungen übernahmen Künstler wie José Luis García López oder Romeo Tanghal.

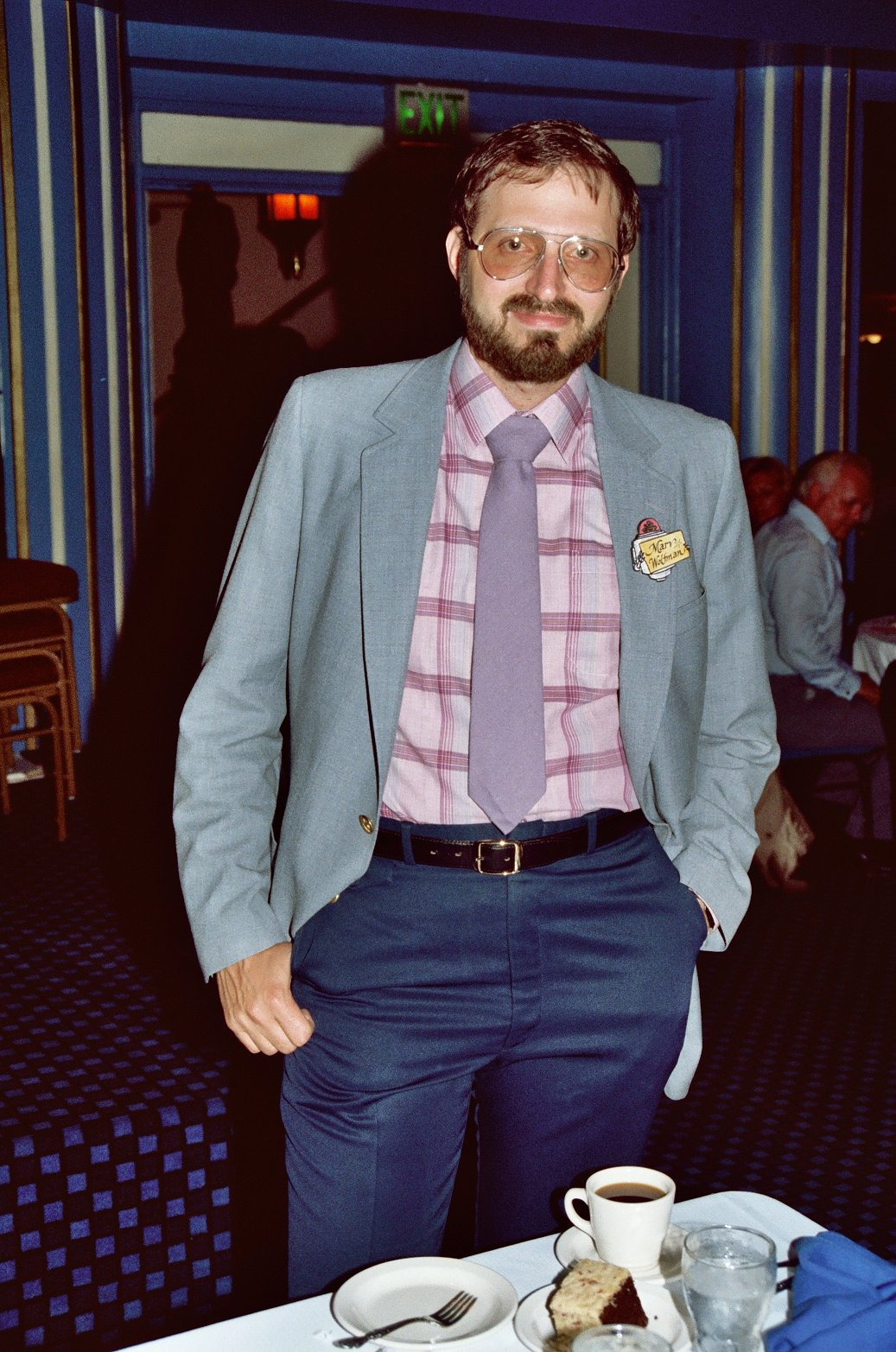
Marv Wolfman auf der San Diego Comic-Con, 1982

In den frühen 1980er Jahren arbeitete Wolfman zudem an den Serien Batman, Superman (mit Zeichner Gil Kane), Dial H for Hero (mit Carmine Infantino) und Night Force (mit Gene Colan).
1985/1986 legte Wolfman gemeinsam mit George Pérez die zwölfteilige Miniserie Crisis on Infinite Earths vor, mit der DC sein 50-jähriges Bestehen feierte, vor allem aber den Neustart aller seiner Serien ins Werk setzte. Knapp 15 Jahre später schrieb Wolfman zudem einen auf der Crisis-Serie basierenden Roman gleichen Titels, der sich allerdings vor allem auf die Figur des Polizeibeamten und Superhelden Barry Allen alias The Flash fokussiert.
Nach dem Ende der preisgekrönten Crisis-Miniserie übernahm Wolfman die Superman-Serie Adventures of Superman, die er bis 1988 betreute. Als Zeichner wurde ihm dabei der impressionistische Künstler Jerry Ordway zur Seite gestellt. Danach schrieb Wolfman knapp zwei Jahre lang, von 1989 bis 1991, Geschichten für die traditionsreiche Serie Batman, die zumeist von Jim Aparo ins Bild gesetzt wurden.
2005 verfasste Wolfman die Romanadaption zu dem Film Superman Returns bevor er 2006 den Posten des Editors für den Verlag Impact Comics übernahm. In den folgenden Jahren schuf Wolfman zwölf Ausgaben der Serie Nightwing (2006–2007), die von den Abenteuern eines der beliebtesten Helden im Verlagsprogramm von DC handelt – den Wolfman selbst in den frühen 1980er Jahren während seines Runs an Teen Titans geschaffen hatte – sowie eine Miniserie über die Magierin Raven. Hinzu kamen Arbeiten für im Direktvertrieb verkaufte Videofilme wie Condor für Pow Entertainment und Janus Contract für Warner Home Video.
2016 veröffentlichte Wolfman den offiziellen Roman zum Film Suicide Squad bei Titan Books.

## Auszeichnungen
Zu den Preisen, die Wolfman im Laufe der Zeit für seine Arbeit erhielt, zählen unter anderem der Shazam Award als bester Autor (1973) und der Kirby Award für die beste abgeschlossene Serie (1985). Hinzu kamen Nominierungen als beliebtester Autor für den Comics’ Buyer’s Guide Award in den Jahren 1986 und 1989.